# Zaïko Langa Langa
Zaïko Langa Langa (aussi écrit Zaiko Langa Langa ou Zaïko Langa Langa Nkolo Mboka) est un groupe musical populaire, originaire de la République démocratique du Congo, formé en 1969.
Plusieurs musiciens célèbres y ont débuté leur carrière, influents dans les années 1970, comme Papa Wemba, Pépé Felly, Evoloko Jocker, Jossart N'Yoka Longo et Bimi Ombalé. Plusieurs autres groupes sont sortis de cette formation, la plupart avec un certain succès, comme Isifi Lokole (en), Yoka Lokole, Viva La Musica, Le Grand Zaïko Wawa, 
Langa Langa Stars, Zaïko Langa Langa Familia Dei, Les Stars De Zaïko. Ils en ont souvent conservé le style, le rythme funk caractéristique d'une nouvelle génération de la rumba congolaise, et qui est devenu, d'une certaine façon, l'étendard d'une jeunesse congolaise voulant s'émanciper et qui promet de faire un aller simple à la retraite.

## Nom
Le nom Zaïko est formé à partir du nom Zaire ya bankɔ́kɔ, signifiant « Zaïre des ancêtres » en lingala. Langa Langa est le nom d'un peuple de la province historique de l'Équateur.

## Histoire

### 1969-1980: débuts et apogée

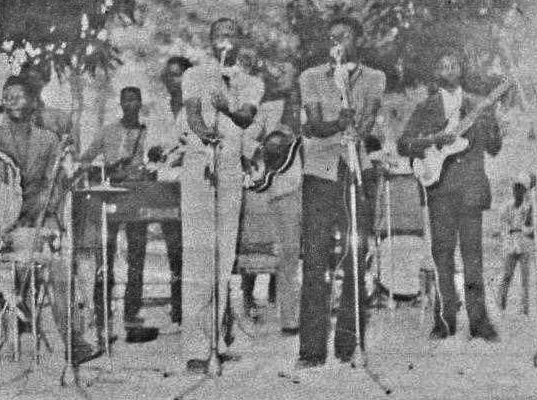
Zaïko Langa Langa en 1971.

Le groupe Zaïko Langa Langa est formé en 1969, précisément le mercredi 24 décembre sur l'avenue Popo Kabaka dans la commune de Kasa-Vubu, par DV Moanda, Henri Mongombe, Marcellin Delo et André Bita. Les membres étaient divisés en deux sections, typique et pop : Jules Shungu Wembadio Pene Kikumba (plus connu sous son nom de scène ultérieur de Papa Wemba), Joseph Roger N'Yoka M'Vula, dit Jossart N'Yoka Longo, Antoine Evoloko Bitumba, dit Evoloko Jocker, Siméon Mavuela, dit Mavuela Somo, Pierre Nkumu, Mashakado Nzolantima aux chants (ces deux derniers de la section pop), Félix Manuaku Waku, Enoch Zamuangana, Teddy Sukami, Damien Ndebo et Zéphyrin Matima, dit Mbuta Matima aux guitares (ce dernier de la section pop), Beaudoin Mitsho à la batterie, puis Ephraim aux congas.
C'est dans ce groupe que Papa Wemba commence sa carrière musicale. Il en est alors le membre le plus âgé (il a déjà vingt ans).
D'après l'historien David Van Reybrouck, ce groupe est le plus influent des années 1970 au Congo. Il adopte un rythme rapide, funk, abandonnant les instruments à vent et mettant en avant la batterie et les solos de guitare. Le groupe met également l'accent sur la danse, dans la continuité de la rumba congolaise. Leurs scènes sont habituellement animées par des danseurs. C'est, selon le romancier et musicien Sylvain Bemba, cité par Olivier Herviaux dans le journal Le Monde, une musique des pauvres, la rumba, qui finit par conquérir, avec ce groupe, « les nantis de la ville ». Le groupe est populaire, notamment dans « les bars dancings de Kinshasa, de jour comme de nuit »,. Il met surtout à mal un certain conformisme musical, et devient l'étendard d'une jeunesse démographiquement de plus en plus importante, et qui souhaite s'émanciper,.
L'orchestre Zaïko se produit pour la première fois en public le 24 mars 1970 au Dancing Hawaï, au Quartier Kimbangu à Kinshasa. Le premier disque du groupe, le single Pauline / Mosinzo Nganga, est également publié par Polydor en mars 1970. Les chansons ont été respectivement composées par Shungu Wembadio et José Teddy Sukami.
Bimi Ombale quitte le groupe en 1971 pour rejoindre le Tabou National de Tony Dee, après une dispute avec des chanteurs qui ne voulaient pas qu'il chante. Il sera ensuite remplacé par Meridjo Belobi, qui a d'abord rejoint en tant que percussionniste.
Meridjo Belobi, avec le concours d'autres musiciens tels qu'Evoloko Jocker et Mbuta Mashakado, a inventé la cadence rythmée « cavacha », beat de batterie devenu populaire mondialement. Le cavacha est devenu le ciment du sebene,. 
Meridjo a été arrêté à la prison d'Ekafela en 1974 avec une peine de 21 mois. C'est à cette occasion que cet orchestre enregistre l'arrivée du batteur Ilo Pablo, qui en profite pour faire adopter par le groupe un style plus simple et plus épuré. A la période même de son intégration, ce dernier composera successivement plusieurs hits, dont Ando, Mangobo et Ndonge.
Le groupe se produit en septembre 1974, lors du grand concert donné à l'occasion du match mythique Mohamed Ali-George Foreman, aux côtés de James Brown et Tina Turner,,. Evoloko Joker Lay Gola était considéré comme le membre le plus populaire du groupe à cette époque.
Trois mois plus tard, le groupe commence à se diviser. Papa Wemba, Evoloko, Mavuela et Bozi partent pour former Isifi Lokolé (en) en décembre 1974 (Isifi étant un clin d’œil en acronyme signifiant Institut supérieur de formation des idoles),. Ce groupe finira par se séparer et donnera naissance en 1975 à Yoka Lokole, qui se séparera également et émergera Viva la Musica en décembre 1976. C'est aussi l'arrivée dans cette formation des chanteurs Likinga Redo et Lengi-Lenga. En 1977, N'Yoka Longo, Likinga Redo, Mbuta Mashakado et Manuaku Waku sont choisis pour rejoindre l'Orchestre National du Zaïre (ONAZA) et participent au FESTAC 77 (Festival mondial des Arts Nègres) à Lagos, Nigéria. En 1978, Bozi Boziana et Evoloko Jocker reviennent dans Zaïko après les scissions d'Isifi et Yoka Lokole. Vers la fin des années 1970, le groupe comprend comme membres : N'Yoka Longo, Lengi Lenga, Bimi Ombalé, Likinga, Evoloko et Bozi Boziana, avec les musiciens Manuaku Waku, Enoch Zamuangana, Meridjo, Bapius et bien d'autres.
A cette période, l'orchestre intègre le label emblématique de Verckys Kiamuangana, les Éditions Vévé.

### 1981-1990: décennie d'or
À la fin des années 1980, les désaccords au sein groupe atomisent la troupe en plusieurs formations, mais le « style Zaïko » marque durablement ces nouveaux groupes,. 
En 1981, après certaines altercations avec Verckys, ce dernier requit les instruments qu'il avait précédemment prêté au groupe en plein concert au Ciné Palladium, plus tard appelé Cinémax.
En septembre 1981, un groupe de trois membres : Roxy Tshimpaka, Djo Mali Bolenge, Bozi Boziana et Evoloko Jocker, (groupe dirigé par ce dernier) quitte le groupe pour former Langa Langa Stars[source secondaire souhaitée]. Ils ont été rejoints par plusieurs membres de Viva la Musica, dont Dindo Yogo.
Le groupe a fait faillite jusqu'à 9 mois plus tard[source secondaire souhaitée] lorsqu'ils publient en septembre 1982 leur deuxième double album intitulé Nkolo Mboka. L'opus contenait quelques tubes du groupe tels que : Bolingo Aveugle, signé Meridjo Belobi, Kamangu, signé Lengi-Lenga, Toli Kolumpe 3e version, signé Mbuta Matima, SOS Maya, signé Jossart N'Yoka Longo. 
En octobre, lors d'un concert dans l'émission de Télé Zaïre, Variétés Samedi Soir, ils présentent leur nouveau double album[pertinence contestée]. Dans ce même concert, Zaïko Langa Langa introduit l’animation dans la musique congolaise, Nono Monzuluku et Bébé Atalaku (nouvelles recrues du groupe) devenant ainsi les premiers animateurs de l’histoire de la musique congolaise.
Les administrateurs créent alors le label personnel du groupe, ProZal[source secondaire souhaitée], abréviation de Production Zaïko Langa Langa.
Après les moments difficiles du début des années 1980, le groupe a recruté les nouveaux chanteurs[source secondaire souhaitée] Mafuta Mondial, JP Buse, Dodo Munoko, les guitaristes principaux Beniko Popolipo et Jimmy Yaba, et Yvon Kabamba, le bassiste. 
En 1983, le groupe se rend dans le pays voisin, le Congo-Brazzaville pour enregistrer l'album Muvaro. La chanson éponyme, composée par Lengi-Lenga, devient ensuite l'un des plus grands succès du groupe et africains en général[réf. nécessaire].
Après le décès du fondateur DV Moanda, en janvier 1984, le chanteur du groupe N'Yoka Longo est devenu le leader du groupe. L'orchestre a un nouveau promoteur[source secondaire souhaitée], Gustave Bongo, qui se dit apparenté au président gabonais Omar Bongo.
Début 1986, l’orchestre lance l’album Eh Ngoss ! Eh Ngoss ! Eh Ngoss ! suivi quelques mois plus tard par Pusa Kuna… Serrez ! Serrez !
En octobre 1986, le groupe est invité à faire une tournée au Japon. Après la tournée, l’album Nippon Banzai, a été publié sur le label du groupe, ProZal. Il reste l'album le plus abouti du groupe[réf. nécessaire]. L'ensemble a également signé un contrat avec le label indépendant français Sonodisc[source secondaire souhaitée].
Le groupe est désormais considéré comme le groupe africain le plus connu. Gilles Obringer, journaliste à RFI, a proclamé Zaïko Langa Langa comme « Deuxième groupe afro-antillais, après Kassav' ».
Toujours en 1986, ils participent dans la chanson Yooh du chanteur belge Arno,.
En 1987, une guerre de leadership éclate entre les administrateurs du groupe[source secondaire souhaitée] qui durera de l'enregistrement de l'album Subissez les Consequences à mai 1988, date à laquelle le groupe se divisa officiellement en deux factions : Zaïko Langa Langa Nkolo Mboka, c'est-à-dire, la formation originale, et Zaïko Langa Langa Familia Dei, formé par Lengi-Lenga, Ilo Pablo et Bimi Ombalé. 
Les quatre-vingts pour cent du groupe original sont partis pour fonder Zaïko Langa Langa Familia Dei. Le groupe est resté avec : N'Yoka Longo, Meridjo Belobi, Oncle Bapius, Mbuta Matima, Dindo Yogo, Nono Monzuluku, Enoch Zamuangana et Gilbert Benamayi.
Après avoir recruté de nouveaux membres issus des groupes Tout Choc Oka et des groupes rivaux Grand Zaïko Wawa, Langa Langa Stars, Etumba Na Ngwaka, Viva La Musica, The Best, Minzoto Wella Wella, Zaïko "Nkolo Mboka" a eu une équipe renouvelée[source secondaire souhaitée].
Le groupe se voit proposer un contrat discographique par le label majeur Sony CBS en 1988, peu avant la scission de l'orchestre en mai.
À la fin de 1989, l'ensemble se rend à Bruxelles pour faire une tournée et enregistrer leur nouvel album, Jetez l'Éponge.

### 1991-2000: tournée européenne etAvis de Recherche
En 1991, le groupe part en tournée en Europe pendant un an, après la sortie de l'album Jamais Sans Nous enregistré à Bruxelles.
Ils ont joué à la Madeleine à Bruxelles en 1992, 1995, 1997, à la Foire de Paris et au Melkweg à Amsterdam. 
En 1992, le groupe retourne dans son pays d'origine. Pendant cette période, ils ont préparé un nouveau projet, intitulé Avis de Recherche. L'opus sort le 31 mai 1995, chez Sterns et Syllart Records. L'album a été présenté au Grand hôtel de Kinshasa[source secondaire souhaitée]. Plus tard, le groupe part en tournée en Europe pendant deux ans.
Pendant la tournée, en Europe, ils sortent 2 albums : Sans Issue en 1996, accompagné de la tournée notamment au Royaume-Uni, et Backline Lesson One en 1997. Sans Issue est bien reçu, mais le succès d'Avis de Recherche éclipse cet opus[source secondaire souhaitée].
À leur retour à Kinshasa, le groupe obtient des contrats avec Castel Beer en 1997[source secondaire souhaitée]. Ils recrutent également de jeunes musiciens, les chanteurs Deo Brondo, en provenance de l'Anti Choc, Willy Bula, en provenance de Quartier Latin, Lassa Pembele l'Acolyte, en provenance de Choc Stars, Clovis Keto, en provenance de Bana OK, l'animateur Papy Tombe Cocaïne, en provenance de Golden Tchatcho, et pour finir, le bassiste Rocky Blanchard, en provenance de Quartier Latin et le soliste Daniel Muanda, en provenance du TP OK Jazz, ainsi que le retour Beniko Popolipo[source secondaire souhaitée].
Leur nouvel album, Nous y Sommes, sorti le 2 avril 1998, a été enregistré à Kinshasa, N'Diaye, qui a également produit le disque.
L'ensemble arrive à Paris en 1999, ils font un passage au Festival de Cannes au mois de mai[source insuffisante], puis ils enregistrent l'album Poison issu sur le label JPS Production. 
Mais peu avant l'enregistrement de l'album, trois membres majeurs du groupe, Meridjo Belobi, Oncle Bapius et Modikilo Modeste, quittent le groupe pour fonder Zaïko Langa Langa Universel.
Hormis une tournée à Paris, le groupe est arrivé au Benelux.
La même année, le groupe fait l'objet d'un documentaire d'Yves Billon, Zaïko Langa Langa, le goût du travail bien fait,.

### 2001-2009: Zénith de Paris, tournée éuropéenne
Le 20 avril 2001, paraît le maxi-single de 3 titres Feeling. Ensuite, le groupe annonce un concert au Zénith de Paris en juillet de l'année prochaine.
Le groupe s'installe en Europe et reporte le concert au 7 septembre 2002 pour fêter le 49e anniversaire du leader, N'Yoka Longo. Plus de 6 000 fans étaient présents[source secondaire souhaitée]. Cela a été considéré par beaucoup d’admirateurs de Zaïko comme la renaissance du groupe. 
En fait, déjà en 1988, Zaïko, très populaire à l'époque, avait prévu de jouer dans Zenith mais la grande division qui s'est produite dans le groupe l'a empêché de le faire. 
3 mois plus tard, soit le 23 décembre 2002, est paru l’album Eurêka ! fêtant les 32 ans d’existence  de l’orchestre.
La même année, Jean Pierre Saah, impliqué dans des affaires mafieuses, est obligé à mettre fin à ses activités comme producteur, ce qui met un terme au contrat signé par les administrateurs du groupe. C'est pour cela que l'année suivante, l'album Empreinte est produit par N'Yoka Longo sous la maison des disques du groupe (ProZal).
N'Yoka Longo a été arrêté en novembre 2003 pour possession présumée de visas contrefaits. Après deux semaines, sa caution a été payée par le gouvernement congolais et la tournée a été relancée.
Ils participent dans la compilation Les ténors 2 l'Afrique sortie en 2005, enregistrée en 2003.
Le 7 septembre 2007,  un album de retrouvailles intitulé Rencontres sort ainsi qu'auparavant des rééditions des albums Nippon Banzai et Ici ça va...Fungola motema, puis une compilation : Original Masters Vol. 1,.
En 2009, le groupe rentre à Kinshasa, après une tournée européenne de 7 ans. Le groupe a subi une autre dislocation. La majorité des membres sont restés en Europe. Après être revenus avec seulement 8 musiciens, ils avaient une équipe de réserve dénommée Les Ganers, qui est devenue l'équipe principale[réf. nécessaire] jusqu'à présent[Quand ?].

### 2010-présent: retour au sommet et jubilé d'or
Le 6 août 2011, ils sortent l'EP Bande Annonce, officialisant un retour triomphal pour Zaïko Langa Langa. En décembre, l'album s'est classé premier au hit-parade congolais de 2011, suivi de Techno malewa suite et fin de Werrason.
Le 2 août 2014, ils sortent le titre Susu atambuli yenga
Le 7 septembre 2019, l'album Sève est sorti dans les bacs en honneur des festivités du 50ème anniversaire de l'ensemble.
Après plus de dix ans d'absence sur les scènes européennes, N'Yoka Longo et Zaïko Langa Langa se produisent au Palais des beaux-arts de Bruxelles le 29 février 2020 pour fêter le jubilé d'or du groupe.
Fin 2022, une dizaine d'albums studio de Zaïko Langa Langa produits par leur label, ProZal, ont été remasterisés et répertoriés sur les plateformes de streaming.
En mai 2024, Zaïko Langa Langa s'est produit au Clapham Grand de Londres et une énième fois à La Madeleine de Bruxelles.

## Palmarès et récompenses
Zaïko Langa Langa a reçu 5 fois le prix « Meilleur orchestre du Zaïre »  (1973, 1974, 1976, 1979, 1992 par l'Association des Chroniqueurs de Musique du Zaïre). 
Evoloko Jocker a été élu « Meilleure vedette du Zaïre » en 1974 (grâce à son tube Eluzam) et 1980 (grâce à son tube Fievre mondo).
Des chansons de certains membres du groupe ont été récompensées « Meilleure chanson » (Evoloko en 1974, 1980; N'Yoka Longo en 1976, 1979; Adamo Ekula en 1991).
En 1977, N'Yoka Longo, Likinga Redo, Mbuta Mashakado et Manuaku Waku sont choisis pour rejoindre l'Orchestre National du Zaïre (ONAZA) et participent au FESTAC 77 (Festival mondial des Arts Nègres) à Lagos, Nigéria.
En 1979, N'Yoka Longo a été élu « Deuxième meilleur auteur-compositeur », le premier étant le guitariste Mayaula Mayoni, après la sortie de sa chanson Sentiment Awa.
En 1986, Zaïko Langa Langa se classe deuxième, derrière le groupe antillais Kassav, au référendum de RFI,.
En 1987, Zaïko Langa Langa a remporté le Prix Georges Delerue de la meilleure musique au Festival international du film de Flandre-Gand pour leur contribution musicale avec les chansons Muvaro et Sandra Lina dans le film La vie est belle.
En mai 1999, ils participent au Festival de Cannes.
En 2000, le groupe fut plébiscité meilleur orchestre du siècle de la musique congolaise moderne.
En août 2011, La danse « Mukongo ya Koba » a été élue « Meilleure danse » lors de la 9ème éditions du trophée Muana Mboka.
En avril 2014, Zaïko Langa Langa a reçu le prix d'Honneur lors de la 14ème édition des Kunde Awards à Ouagadougou (Burkina Faso).
Lors de la première édition des Pool Malebo Music Awards, en octobre 2019, le groupe a été nommé dans la catégorie « Meilleur orchestre », N'Yoka Longo a été nommé dans la catégorie « Artiste de la décennie (RDC) ».

## Discographie

### Albums studio officiels
- 1974 : Non stop dancing
- 1976 : Plaisir de l'Ouest Afrique (volumes 1 et 2)
- 1980 : Tangi/Avis
- 1981 : Gitta Production présente le Tout-Choc Zaïko Langa-Langa
- 1982 : Tout choc
- 1982 : Nkolo mboka (volumes 1 et 2)
- 1983 : La tout neige, Christine & Nalali mpongui
- 1983 : L'orchestre de tous les âges
- 1983 : Muvaro / Etape
- 1983 : Zekete Zekete 2è épisode
- 1984 : In Memoriam D.V Muanda
- 1984 : On gagne le procès
- 1984 : En Europe
- 1985 : Zaïko eyi nkisi
- 1985 : Tala modèle échanger
- 1986 : Eh Ngoss ! Eh Ngoss ! Eh Ngoss !
- 1986 : Pusa kuna... Serrez serrez
- 1986 : Nippon Banzai
- 1987 : Papa Omar
- 1987 : Subissez les conséquences
- 1989 : Jetez l'éponge
- 1990 : Ici ça va... Fungola motema
- 1991 : Jamais sans nous
- 1995 : Avis de Recherche
- 1996 : Sans Issue
- 1997 : Backline Lesson One
- 1998 : Nous y sommes
- 1999 : Poison
- 2002 : Euréka !
- 2004 : Empreinte
- 2007 : Rencontres
- 2011 : Bande Annonce
- 2014 : Sisikaaaaaahh! Moto na moto na... (Réédition du l'EP Bande Annonce)
- 2019 : Sève